# Station Hayle
Hayle is een spoorwegstation van National Rail in Hayle, Penwith in Engeland. Het station is eigendom van Network Rail en wordt beheerd door Great Western Railway. 

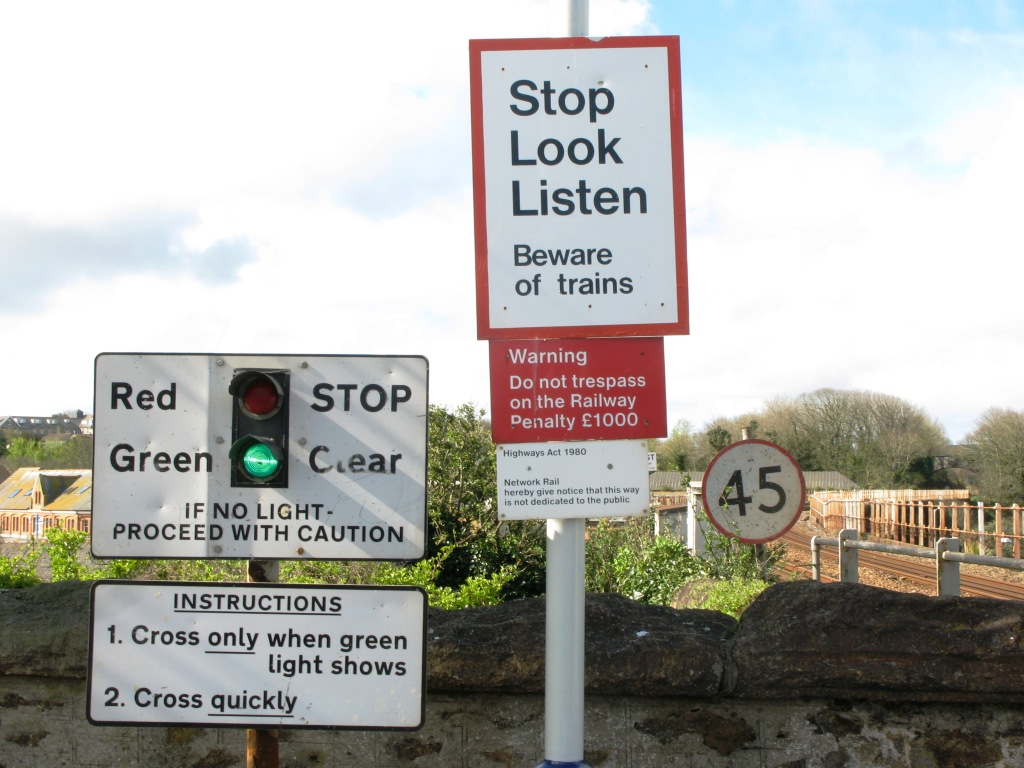
Waarschuwing: reizigers dienen de sporen over te steken